# 미카엘라 네바레스
미카엘라 네바레스(Micaela Nevárez, 1972년 1월 1일 ~ )는 푸에르토리코의 배우이다.

## 출연 작품
- 더 워 보이즈 (2009)
- 프린세사스 (2005)